# Baronnie de Cressia
La seigneurie de Cressia est située dans le Jura, où existe encore l'imposant château construit par les seigneurs de Coligny.
Cette seigneurie fut possédée, sous le titre de baronnie, par la maison de Coligny depuis le XIIIe siècle, jusqu'au XVIIIe siècle, époque où elle fut cédée (1710) au sieur Michaud de La Tour.
Après l'extinction de la descendance de Michaud de La Tour, au XIXe siècle, le titre de "baron de Cressia" revint dans la maison de Coligny.